# Perfectus
Der heilige Perfectus (* in Córdoba; † 18. April 850) war einer der Märtyrer von Córdoba. Sein Martyrium wurde von Eulogius von Córdoba im Memoriale sanctorum festgehalten.

## Leben
Er wurde in Córdoba zur Zeit der Mauren geboren. Perfectus war ein Mönch und geweihter Priester. Er diente in der Basilika von Acisclus in Córdoba. Christen wurden zu dieser Zeit meistens toleriert.
Gemäß der Legende wurde Perfectus 850 von zwei Muslimen gefragt, welcher der beiden Propheten, Jesus oder Mohammed, der größere sei. Er weigerte sich zuerst zu antworten, doch die beiden versprachen ihn vor Repressalien zu schützen. Er sagte ihnen auf Arabisch, dass Mohammend ein falscher Prophet sei und unmoralisch, da er die Mutter seines adoptierten Sohnes verführt habe (Koran 33:37). Die Muslime hielten zunächst ihr Wort, aber einige Tage später ließen sie Perfectus verhaften.
Perfectus wurde von einem islamischen Gericht wegen Blasphemie zum Tode verurteilt und am 18. April 850 geköpft. In seinen letzten Worten soll er Jesus gepriesen und Mohammed und seinen Koran verdammt haben.
Sein Martyrium war eines der ersten während der Christenverfolgung, die 850 unter Abd ar-Rahman II. begann und unter seinem Nachfolger Muhammad I. weitergeführt wurde und bis 960 anhielt.
Sein katholischer Festtag ist der 18. April.